# Paraheliophanus
Genre
Paraheliophanus est un genre d'araignées aranéomorphes de la famille des Salticidae.

## Distribution
Les espèces de ce genre sont endémiques de Sainte-Hélène.

## Liste des espèces
Selon World Spider Catalog (version 18.0, 01/05/2017) :
- Paraheliophanus jeanae Clark & Benoit, 1977
- Paraheliophanus napoleon Clark & Benoit, 1977
- Paraheliophanus sanctaehelenae Clark & Benoit, 1977
- Paraheliophanus subinstructus (O. Pickard-Cambridge, 1873)

## Publication originale
- Clark & Benoit, 1977 : Fam. Salticidae. La faune terrestre de l'île de Sainte-Hélène IV. Annales, Musée Royal de l'Afrique Centrale, Sciences Zoologiques, Serie in Octavo, vol. 220, p. 87-103.